# Lista de prefeitos de Juazeiro do Norte
Esta é a lista de prefeitos do município de Juazeiro do Norte, estado brasileiro do Ceará
| Nº                                                    | Nome                                                                            | Imagem                                          | Partido                                                          | Início do mandato       | Fim do mandato                          | Observações                                                                             |
| Primeira República (1889–1930)                        |                                                                                 |                                                 |                                                                  |                         |                                         |                                                                                         |
| 1                                                     | Padre Cícero Romão Batista                                                      |                                                 | Partido Republicano Conservador PRC                              | 22 de julho de 1911     | 31 de dezembro de 1912                  | Ver artigo principal: Padre Cícero                                                      |
| 2                                                     | José André de Figueiredo                                                        |                                                 |                                                                  | 1912                    | 1912                                    | Interventor nomeado pelo Governador do Estado                                           |
| 3                                                     | João Bezerra de Menezes                                                         |                                                 |                                                                  | 1912                    | 31 de dezembro de 1913                  |                                                                                         |
| 4                                                     | Padre Cícero Romão Batista                                                      |                                                 | Partido Republicano Conservador PRC                              | 15 de março de 1914     | 31 de dezembro de 1927                  | Ver artigo principal: Padre Cícero                                                      |
| 5                                                     | José Eleutério de Figueiredo                                                    |                                                 |                                                                  | 1927                    | 1º de dezembro de 1929                  |                                                                                         |
| 6                                                     | Alfeu Ribeiro Aboim                                                             |                                                 | Aliança Liberal                                                  | 1° de dezembro de 1929  | 9 de janeiro de 1930                    | Prefeito eleito em sufrágio universal, renunciou porque mudou de partido após a eleição |
| Segunda e Terceira República — Era Vargas (1930–1945) |                                                                                 |                                                 |                                                                  |                         |                                         |                                                                                         |
| 7                                                     | José Geraldo da Cruz                                                            |                                                 | União Conservadora Republicana UCR                               | 10 de janeiro de 1930   | 31 de janeiro de 1933                   | Interventor nomeado pelo Governador do Estado                                           |
| 8                                                     | João de Pinho                                                                   |                                                 | Partido Republicano PR                                           | 1° de fevereiro de 1933 | 19 de março de 1933                     | Interventor nomeado pelo Governador do Estado                                           |
| 9                                                     | Zacarias Albuquerque                                                            |                                                 | Partido Republicano PR                                           | 20 de março de 1933     | 24 de maio de 1933                      | Interventor nomeado pelo Governador do Estado                                           |
| 10                                                    | Porfírio de Lima Filho                                                          |                                                 | Partido Republicano PR                                           | 25 de maio de 1933      | 7 de setembro de 1934                   | Interventor nomeado pelo Governador do Estado                                           |
| 11                                                    | José Geraldo da Cruz                                                            |                                                 | União Conservadora Republicana UCR                               | 8 de setembro de 1934   | 21 de janeiro de 1935                   | Interventor nomeado pelo Governador do Estado                                           |
| 12                                                    | Francisco Nery da Costa Morato                                                  |                                                 | Partido Republicano Trabalhista PRT                              | 22 de janeiro de 1935   | 31 de dezembro de 1935                  | Interventor nomeado pelo Governador do Estado                                           |
| 13                                                    | José Geraldo da Cruz                                                            |                                                 | União Conservadora Republicana UCR                               | 1° de janeiro de 1936   | 10 de novembro de 1937                  | Interventor nomeado pelo Governador do Estado                                           |
| 14                                                    | Antônio Gonçalves Pitta                                                         |                                                 | Não havia partidos na vigência da Constituição de 1937           | 11 de novembro de 1937  | 30 de junho de 1943                     | Interventor nomeado pelo Governador                                                     |
| 15                                                    | Possidônio da Silva Bem                                                         |                                                 | Não havia partidos na vigência da Constituição de 1937           | 1° de julho de 1943     | 17 de julho de 1945                     | Interventor nomeado pelo Governador do Estado                                           |
| 16                                                    | Antônio Conserva Feitosa                                                        |                                                 | Partido Social Democrático PSD                                   | 18 de julho de 1945     | 19 de outubro de 1945                   | Interventor nomeado pelo Governador do Estado                                           |
| 17                                                    | José de Souza Menezes                                                           |                                                 | União Democrática Nacional UDN                                   | 20 de outubro de 1945   | 28 de outubro de 1945                   | Interventor nomeado pelo Governador do Estado                                           |
| Quarta República (1945–1964)                          |                                                                                 |                                                 |                                                                  |                         |                                         |                                                                                         |
| 18                                                    | Vicente Bezerra                                                                 |                                                 | União Democrática Nacional UDN                                   | 29 de outubro de 1945   | 10 de janeiro de 1946                   | Interventor nomeado pelo Governador do Estado                                           |
| 19                                                    | José Geraldo da Cruz                                                            |                                                 | União Democrática Nacional UDN                                   | 11 de janeiro de 1946   | 18 de março de 1946                     | Interventor nomeado pelo Governador do Estado                                           |
| 20                                                    | Porfírio de Lima Filho                                                          |                                                 | Partido Republicano PR                                           | 17 de março de 1946     | 3 de julho de 1947                      | Interventor nomeado pelo Governador do Estado                                           |
| 21                                                    | José Monteiro de Mâcedo                                                         |                                                 | Partido Republicano PR                                           | 4 de julho de 1947      | 30 de janeiro de 1948                   | Interventor nomeado pelo Governador do Estado                                           |
| 22                                                    | Antônio Conserva Feitosa                                                        |                                                 | Partido Social Democrático PSD                                   | 31 de janeiro de 1948   | 30 de janeiro de 1951                   | Prefeito eleito em sufrágio universal                                                   |
| 23                                                    | José Monteiro de Mâcedo                                                         |                                                 | Partido Republicano PR                                           | 31 de janeiro de 1951   | 30 de janeiro de 1955                   | Prefeito eleito em sufrágio universal                                                   |
| 24                                                    | José Geraldo da Cruz                                                            |                                                 | União Democrática Nacional UDN                                   | 31 de janeiro de 1955   | 30 de janeiro de 1959                   | Prefeito eleito em sufrágio universal                                                   |
| 25                                                    | Antônio Conserva Feitosa                                                        |                                                 | Partido Social Democrático PSD                                   | 31 de janeiro de 1959   | 30 de janeiro de 1963                   | Prefeito eleito em sufrágio universal                                                   |
| 26                                                    | Humberto Bezerra                                                                |                                                 | União Democrática Nacional UDN                                   | 31 de janeiro de 1963   | 4 de abril de 1966                      | Prefeito eleito em sufrágio universal                                                   |
| Quinta República (1964–1985)                          |                                                                                 |                                                 |                                                                  |                         |                                         |                                                                                         |
| 27                                                    | Edward Teixeira Férrer                                                          |                                                 | Aliança Renovadora Nacional ARENA                                | 5 de abril de 1966      | 30 de janeiro de 1967                   | Presidente da Câmara Municipal no cargo de titular                                      |
| 28                                                    | Mauro Sampaio                                                                   |                                                 | Aliança Renovadora Nacional ARENA                                | 31 de janeiro de 1967   | 7 de agosto de 1970                     | Prefeito eleito em sufrágio universal                                                   |
| 29                                                    | José Teófilo de Machado                                                         |                                                 | Aliança Renovadora Nacional ARENA                                | 8 de agosto de 1970     | 30 de janeiro de 1971                   | Vice-prefeito eleito no cargo de titular                                                |
| 30                                                    | Orlando Bezerra (Juazeiro do Norte, 25.01.1933–02.08.2000)                      |                                                 | Aliança Renovadora Nacional ARENA                                | 31 de janeiro de 1971   | 30 de janeiro de 1973                   | Prefeito eleito em sufrágio universal                                                   |
| 31                                                    | Mozart Cardoso de Alencar (Barbalha, 28.05.1903– Juazeiro do Norte, 15.12.1996) | Prefeito Doutor Mozart · Médico do Padre Cícero | Aliança Renovadora Nacional ARENA                                | 31 de janeiro de 1973   | 3 de setembro de 1975                   | Prefeito eleito em sufrágio universal, posteriormente deposto                           |
| 32                                                    | Francisco Erivano Cruz                                                          |                                                 | Aliança Renovadora Nacional ARENA                                | 4 de setembro de 1975   | 31 de janeiro de 1977                   | Interventor nomeado pelo Governador do Estado Adauto Bezerra                            |
| 33                                                    | Ailton Gomes de Alencar (Juazeiro do Norte, 10.03.1939–21.04.2012)              |                                                 | Aliança Renovadora Nacional ARENA/Partido Democrático Social PDS | 1° de fevereiro de 1977 | 14 de maio de 1982                      | Prefeito eleito em sufrágio universal                                                   |
| 34                                                    | Gumercindo Ferreira Lima                                                        |                                                 | Partido Democrático Social PDS                                   | 15 de maio de 1982      | 31 de janeiro de 1983                   | Presidente da Câmara Municipal no cargo de titular                                      |
| 35                                                    | Manoel Salviano Sobrinho (Várzea Alegre, 18.10.1941–)                           |                                                 | Partido Democrático Social PDS                                   | 1° de fevereiro de 1983 | 31 de dezembro de 1988                  | Prefeito eleito em sufrágio universal                                                   |
| 36                                                    | Carlos Alberto da Cruz (Juazeiro do Norte, 03.12.1932–)                         |                                                 | Partido do Movimento Democrático Brasileiro PMDB                 | 1° de janeiro de 1989   | 31 de dezembro de 1992                  | Prefeito eleito em sufrágio universal                                                   |
| 37                                                    | Manoel Salviano Sobrinho (Várzea Alegre, 18.10.1941–)                           |                                                 | Partido Social Trabalhista PST                                   | 1° de janeiro de 1993   | 31 de dezembro de 1996                  | Prefeito eleito em sufrágio universal                                                   |
| 38                                                    | José Mauro Sampaio (Fortaleza, 10.07.1927– São Paulo, 06.10.2015)               |                                                 | Partido Democrático Trabalhista PDT                              | 1° de janeiro de 1997   | 31 de dezembro de 2000                  | Prefeito eleito em sufrágio universal                                                   |
| 39                                                    | Carlos Alberto da Cruz (Juazeiro do Norte, 03.12.1932–)                         |                                                 | Partido da Frente Liberal PFL                                    | 1° de janeiro de 2001   | 31 de dezembro de 2004                  | Prefeito eleito em sufrágio universal                                                   |
| 40                                                    | Raimundo Macêdo (Aurora, 30.11.1942–)                                           |                                                 | Partido da Social Democracia Brasileira PSDB                     | 1° de janeiro de 2005   | 31 de dezembro de 2008                  | Prefeito eleito em sufrágio universal                                                   |
| 41                                                    | Manoel Santana, Dr. Santana (Juazeiro do Norte, 29.04.1961–)                    |                                                 | Partido dos Trabalhadores PT                                     | 1° de janeiro de 2009   | 31 de dezembro de 2012                  | Prefeito eleito em sufrágio universal                                                   |
| 42                                                    | Raimundo Macêdo, Raimundão (Aurora, 30.11.1942–)                                |                                                 | Partido do Movimento Democrático Brasileiro PMDB                 | 1° de janeiro de 2013   | 1° de novembro de 2016                  | Prefeito eleito em sufrágio universal                                                   |
| 43                                                    | Luiz Ivan Bezerra de Menezes (Juazeiro do Norte, 06.02.1959–)                   |                                                 | Partido Trabalhista Brasileiro PTB                               | 1° de novembro de 2016  | 31 de dezembro de 2016                  | Vice-prefeito eleito no cargo de titular exercendo o mandato interinamente              |
| 44                                                    | Arnon Bezerra (Crato, 13.08.1951–)                                              |                                                 | Partido Trabalhista Brasileiro PTB                               | 1° de janeiro de 2017   | 31 de dezembro de 2020                  | Prefeito eleito em sufrágio universal                                                   |
| 45                                                    | Glêdson Lima Bezerra (Juazeiro do Norte, 01.11.1981–)                           |                                                 | Podemos PODE                                                     | 1° de janeiro de 2021   | 31 de dezembro de 2024                  | Prefeito eleito em sufrágio universal                                                   |
| 45                                                    | Glêdson Lima Bezerra (Juazeiro do Norte, 01.11.1981–)                           | 1° de janeiro de 2025                           | Podemos PODE                                                     | Atual                   | Prefeito reeleito em sufrágio universal |                                                                                         |